# Чмикос
Чмикос (укр. Чми́кос) — село в Вишневской сельской общине Ковельского района Волынской области Украины.
До 2020 года входило в Любомльский район.
Код КОАТУУ — 0723384703. Население по переписи 2001 года составляет 325 человек. Почтовый индекс — 44353. Телефонный код — 3377. Занимает площадь 1,15 км².